# Музей истории казахстанской науки
Музей истории казахстанской науки «Ғылым Ордасы» — исторический музей Национальной Академии наук Казахстана, находящийся в комплексе Ғылым ордасы (Алма-Ата, Казахстан).

## История
В соответствии с Приказом Комитета по науке Министерства образования и науки Республики Казахстан от 1 июня 2010 года № 35-ПР, с целью сохранения, изучения и популяризации музеев и коллекций, широкого распространения научного, исторического и культурного наследия и проведения научно-исследовательских и культурно-просветительских работ в ведении центра «Гылым ордасы» создавался Музей истории казахстанской науки.
Формирование коллекции продолжалось на протяжении двух лет. В фонд музея вошли более 6 тысяч книг, фотодокументов, личных вещей учёных, просветителей, героев. Он открыл свои двери в 2012 году в здании Академии наук Казахстана.
Структура экспозиции музея включает такие тематические разделы, как «Истоки казахстанской науки с древних времен. Зарождение казахстанской науки. Ученые-просветители XIX века», «Развитие и становление казахстанской науки в советский период», и «Наука независимого Казахстана».

## Экспозиция
Экспозиции музея содержит работы средневековых мыслителей, таких как Абу Наср аль-Фараби, Ходжа Ахмет Яссави, Мухаммед Кашгари, Юсуф Баласагуни, Кадыргали Жалайри, Мухаммад Хайдар Дулати. Выставка также отражает жизнь и творчество казахстанских просветителей XIX века Ыбрая Алтынсарина, Чокана Валиханова, Абая Кунанбаева. Экспозиция музея рассказывает об известных востоковедах, истории Академии наук Казахской ССР, её руководителях и видных представителях Русского географического общества, которые исследовали земли, поселения, историю, быт, традиции казахского народа.